# راسيلاس
تاريخ راسيلاس أمير الحبشة (بالإنجليزية: The History of Rasselas, Prince of Abissinia)‏، وكان العنوان الأصلي أمير الحبشة: حكاية (بالإنجليزية: The Prince of Abissinia: A Tale)‏، وغالبا ما تختصر باسم راسيلاس، هي خرافة أخلاقية حول السعادة بقلم صمويل جونسون. كان عنوان العمل الأصلي «خيار الحياة». وكتب القطعة في أسبوع واحد فقط للمساعدة في دفع تكاليف جنازة والدته، وكان ينوي إكماله في 22 يناير 1759 (عشية وفاة والدته). وقد نشر الكتاب لأول مرة في أبريل 1759 في إنكلترا. ويعتقد أن جونسون قد تلقى ما مجموعه 75 جنيها مقابل حقوق التأليف. وتبعته الطبعة الأمريكية الأولى عام 1768. حملت صفحة العنوان لهذه الطبعة اقتباسا أدرجه الناشر روبرت بيل، من لا روشفوكو: «إن العمل أو ممارسة الرياضة، تحرر الرجل من آلام العقل، وهذا ما يشكل سعادة الفقراء».
وقد تأثر جونسون برواج فكرة الأماكن الغريبة. وكان قد ترجم كتاب رحلة إلى الحبشة بقلم جيرونيمو لوبو في عام 1735 واستخدامه كأساس للحكاية الفلسفية. وقبل عشر سنوات قبل كتابته لهذا العمل نشر كتاب «غرور الأماني البشرية» الذي يصف الهزيمة الحتمية للطموح الدنيوي. اعتبر القراء الأوائل العمل ذا أهمية فلسفية وعملية وكثيرا ما علق النقاد على صعوبة تصنيفه كرواية. وكان جونسون من أشد المعارضين للعبودية، وقد تم تبجيل العمل من قبل دعاة إلغاء العبودية، وأصبح كتاب راسلاس اسما اعتمده العبيد المحررين.